# Буабре, Саимон
Саимо́н Наделья́ Буабре́ (фр. Saïmon Nadélia Bouabré; родился 1 июня 2006, Сент-Этьен, Франция) — французский футболист, атакующий полузащитник саудовского клуба «Неом».

## Клубная карьера
Буабре — воспитанник клубов «Сент-Этьен», «Андрезьё-Бутеон», «Эр Бель» и «Монако». 19 мая 2024 года дебютировал за основную команду «монегасков», выйдя на замену после перерыва в матче Лиги 1 против «Нанта».

## Карьера в сборной
Выступал за сборные Франции до 16 и до 18 лет.
Вместе со сборной Франции до 17 лет дошёл до финала чемпионата Европы 2023 года и чемпионата мира 2023 года, однако оба матча французы проиграли сверстникам из Германии.